# Arranjo de Precisão para Sondar a Época da Reionização
O Donald C. Backer Precision Array for Probing the Epoch of Reionization (PAPER, em português: Arranjo de Precisão para Sondar a Época da Reionização) é um radiointerferômetro financiado pela National Science Foundation para detectar flutuações de hidrogênio de 21 cm (HI) que ocorreram quando as primeiras galáxias ionizaram o gás intergaláctico aproximadamente 500 milhões de anos após o Big Bang.
O PAPER é um experimento focado em fazer a primeira detecção estatística do sinal de 21 cm da reionização. Considerando os rigorosos requisitos de alcance dinâmico para detectar a reionização diante de fontes de primeiro plano que são cinco ordens de magnitude mais brilhantes, o projeto PAPER está adotando uma abordagem de engenharia cuidadosamente planejada, otimizando cada componente do arranjo para mitigar, desde o início, quaisquer problemas potencialmente debilitantes na calibração e análise subsequentes dos dados. Esta abordagem gradual aborda os desafios observacionais que surgem da imageamento de campo muito amplo, alto alcance dinâmico em grandes larguras de banda na presença de interferência terrestre transitória.
O PAPER começou como uma colaboração entre Don Backer do Laboratório de Radioastronomia da UC Berkeley e Richard Bradley do Observatório Nacional de Radioastronomia. Com o falecimento de Backer em 2010, Aaron Parsons assumiu a liderança do PAPER pelo lado da UC Berkeley.
As duas preocupações fundamentais que mais influenciam o design de qualquer instrumento de detecção de reionização de HI são a remoção de fontes de primeiro plano e a obtenção da sensibilidade necessária. A abordagem do PAPER enfatiza fortemente a primeira; o nível de calibração instrumental e caracterização de fontes de primeiro plano que será necessário para modelar e remover a emissão polarizada galáctica de sincrotron, fontes pontuais contínuas e emissão livre-livre galáctica/extragaláctica é sem precedentes na faixa de 100–200 MHz que se espera compreender a reionização.
O PAPER consiste em dois arranjos distintos: um localizado no local do NRAO em Green Bank, Virgínia Ocidental, que é usado principalmente para investigações de engenharia e testes de campo, e outro localizado no local do SKA na África do Sul, no Parque Nacional Meerkat localizado no deserto de Karoo da província do Cabo Setentrional, África do Sul, que é usado para observações científicas.

## Em Green Bank, Virgínia Ocidental, EUA
O PAPER em Green Bank evoluiu ao longo de alguns anos, desde a exploração de sistemáticas básicas em um arranjo rudimentar de quatro elementos até os testes de desempenho de sistema mais abrangentes com o arranjo de trinta e dois elementos que está atualmente implantado lá. As atividades do PAPER no local do NRAO perto de Green Bank, Virgínia Ocidental, começaram em 2005 com a implantação de um interferômetro de 4 antenas, de polarização única. Após testes substanciais e melhorias no design do PAPER, implantamos oito antenas em um campo próximo em abril de 2008. Este novo sistema incorporou elementos de antena com abas de tela de solo e um correlacionador digital baseado em hardware CASPER.

## Na África do Sul
O arranjo sul-africano visa realizar nosso principal objetivo científico: detectar a reionização. O instrumento está localizado no local P2 do Square Kilometre Array África do Sul (SKA-SA) no Parque Nacional Meerkat perto da pequena cidade de Carnarvon. As implantações no local do SKA-África do Sul no deserto de Karoo começaram com a preparação do terreno e a implantação de 16 antenas em outubro de 2009, continuaram com um aumento para 32 antenas em abril de 2010, seguido por comissionamento e observação em maio de 2010. O arranjo foi expandido novamente em julho de 2011 para 64 elementos. Uma expansão para 128 antenas está planejada para 2013.

## No roteiro HERA
PAPER, junto com o Murchison Widefield Array, são projetos de fronteira dentro do programa Hydrogen Epoch of Reionization Array (HERA). O roteiro HERA para explorar a reionização foi organizado em três fases sequenciais. A Fase I tem como objetivo a primeira detecção estatística do sinal HI de 21 cm da reionização. A HERA II implica aplicar lições aprendidas durante a Fase I para definir e construir um arranjo maior capaz de caracterização detalhada do sinal estatístico e imageamento das estruturas de reionização mais brilhantes. O estágio final da HERA, Fase III, abordará os desafios do imageamento tomográfico completo usando uma instalação em escala SKA com capacidades informadas pelo trabalho anterior. O programa HERA foi a recomendação científica mais bem classificada do Painel RMS da Pesquisa Decenal.

## Parceiros do projeto
- Universidade da Califórnia em Berkeley
- O Observatório Nacional de Radioastronomia
- Universidade da Pensilvânia
- O Square Kilometre Array (SKA África do Sul)